# Rolf Wiggershaus
Rolf Wiggershaus (* 1944, Wuppertal) je německý filozof a publicista. Je znám jako historik Frankfurtské školy. Jeho historické studie a úvody k Adornovi, Horkheimerovi a Habermasovi jsou považovány v oboru za standard.
Wiggershaus studoval filozofii, sociologii a německou literaturu – mimo jiných u Adorna – a promoval v roce 1974 ve Frankfurtu nad Mohanem u Jürgena Habermase. Pracoval jako pedagog, publicista a překladatel. Jeho hlavní ddílo, Die Frankfurter Schule, bylo vydáno v roce 1986 a přeloženo do několika cizích jazyků.

## Dílo (výběr)
- Zum Begriff der Regel in der Philosophie der Umgangssprache über Wittgenstein, Austin und Searle. Dissertation, Frankfurt nad Mohanem 1974
- Die Frankfurter Schule. Geschichte, Theoretische Entwicklung, Politische Bedeutung. Mnichov u. a. 1986
- Theodor W. Adorno. C. H. Beck, Mnichov 1987
- Max Horkheimer zur Einführung. Hamburk 1998
- Wittgenstein und Adorno. Zwei Spielarten modernen Philosophierens. Wallstein
- Jürgen Habermas. Rowohlt, Reinbek bei Hamburg 2004
- Die Frankfurter Schule. Rowohlt, Reinbek bei Hamburg 2010, ISBN 978-3-499-50713-7